# Karl-Erik Grahn
Karl-Erik Grahn (Jönköping, 5 novembre 1914 – Borås, 14 marzo 1963) è stato un allenatore di calcio e calciatore svedese, di ruolo centrocampista.